# Raymond Massey (acteur)
 (mars 2019).
Si vous disposez d'ouvrages ou d'articles de référence ou si vous connaissez des sites web de qualité traitant du thème abordé ici, merci de compléter l'article en donnant les références utiles à sa vérifiabilité et en les liant à la section « Notes et références ».
Pour les articles homonymes, voir Raymond Massey et Massey.
Raymond Massey est un acteur américain, né le 30 août 1896 à Toronto au Canada, et mort le 29 juillet 1983 à Los Angeles en Californie.

## Filmographie

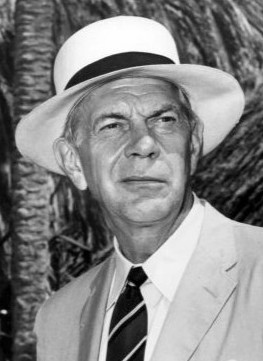
Raymond Massey en 1961.

### Cinéma
- 1927 : La Case de l'oncle Tom (Uncle Tom's Cabin) : Le narrateur du prologue 1958
- 1928 : Point ne tueras (High Treason) de Maurice Elvey : Un membre du cabinet
- 1929 : The Crooked Billet d'Adrian Brunel
- 1931 : La Bande tachetée (film) (The Speckled Band) de Jack Raymond : Sherlock Holmes
- 1932 : The Face at the Window de Leslie S. Hiscott : Paul le Gros
- 1932 : Une soirée étrange (The Old Dark House) de James Whale : Philip Waverton
- 1934 : Le Mouron rouge (The Scarlet Pimpernel) de Alexander Korda  : le citoyen Chauvelin
- 1936 : Les Mondes futurs (Things to Come) de William Cameron Menzies : John Cabal / Oswald Cabal
- 1937 : L'Invincible Armada (Fire Over England) : Philippe II d'Espagne
- 1937 : Dreaming Lips (en) de Paul Czinner : Miguel del Vayo
- 1937 : Sous la robe rouge (Under the Red Robe) de Victor Sjöström : Cardinal de Richelieu
- 1937 : Le Prisonnier de Zenda (The Prisoner of Zenda) de John Cromwell : Black Michael
- 1937 : Hurricane de John Ford : Gouverneur Eugene De Laage
- 1938 : Black Limelight de Paul L. Stein : Peter Charrington
- 1938 : Alerte aux Indes (The Drum) de Zoltan Korda : Prince Ghul
- 1940 : Abraham Lincoln (Abe Lincoln in Illinois) de John Cromwell : Abraham Lincoln
- 1940 : La Piste de Santa Fe (Santa Fe Trail) de Michael Curtiz : John Brown
- 1941 : 49e Parallèle (49th Parallel) de Michael Powell : Andy Brock
- 1941 : Dangerously They Live (en) de Robert Florey : Dr. Ingersoll
- 1942 : Les Naufrageurs des mers du Sud (Reap the Wild Wind) de Cecil B. DeMille : King Cutler
- 1942 : Sabotage à Berlin (Desperate journey) de Raoul Walsh : Major Otto Baumeister
- 1943 : Convoi vers la Russie (Action in the North Atlantic) de Lloyd Bacon : Capitaine Steve Jarvis
- 1944 : A Canterbury Tale : Le narrateur (Voix)
- 1944 : Arsenic et Vieilles Dentelles (Arsenic and Old Lace) de Frank Capra : Jonathan Brewster
- 1945 : La Femme au portrait (The Woman in the Window) de Fritz Lang : Procureur de district Frank Lalor
- 1945 : Bombes sur Hong-Kong (God Is My Co-Pilot) de Robert Florey : Maj. Gen. Claire L. Chennault
- 1945 : Hôtel Berlin de Peter Godfrey : Arnim von Dahnwitz
- 1946 : Une question de vie ou de mort (A Matter of Life and Death) de Michael Powell et Emeric Pressburger : Abraham Farlan
- 1947 : La Possédée (Possessed) de Curtis Bernhardt : Dean Graham
- 1947 : Le deuil sied à Électre (Mourning becomes Electra) de Dudley Nichols : Brig. Gen. Ezra Mannon
- 1949 : Roseanna McCoy d'Irving Reis : Old Randall McCoy
- 1949 : Le Rebelle (The Fountainhead), de King Vidor
- 1950 : Pilote du diable (Chain Lightning) de Stuart Heisler : Leland Willis
- 1950 : Barricade de Peter Godfrey : Boss Kruger
- 1950 : Dallas, ville frontière (Dallas) de Stuart Heisler : Will Marlow
- 1951 : Sugarfoot de Edwin L. Marin : Jacob Stint
- 1951 : David et Bethsabée (David and Bathsheba) de Henry King : Nathan
- 1951 : Feu sur le gang (Come Fill the Cup) de Gordon Douglas : John Ives
- 1952 : Les Conquérants de Carson City (Carson City) d'André de Toth : 'Big' Jack Davis
- 1953 : Le Nouveau Chant du désert (The Desert Song) de H. Bruce Humberstone : Sheik Yousseff
- 1955 : Le Prince des acteurs (Prince of Players) de Philip Dunne : Junius Brutus Booth
- 1955 : Le Cri de la victoire (Battle Cry) de Raoul Walsh : Maj. Gen. Snipes
- 1955 : À l'est d'Eden (East of Eden) de Elia Kazan : Adam Trask
- 1955 : Sept Hommes en colère (Seven Angry Men) de Charles Marquis Warren : John Brown
- 1957 : Les Amours d'Omar Khayyam (Omar Khayyam) de William Dieterle : The Shah
- 1958 : Now That April's Here : Le narrateur
- 1958 : Les Nus et les Morts (The Naked and the Dead) de Raoul Walsh : gén. Cummings
- 1961 : Le Roi des imposteurs (The Great Impostor) de Robert Mulligan : Abbott Donner
- 1961 : The Fiercest Heart de George Sherman : Willem Prinsloo
- 1961 : The Queen's Guards de Michael Powell : Capt. Fellowes
- 1962 : La Conquête de l'Ouest (How the West Was Won) : Abraham Lincoln
- 1969 : L'Or de MacKenna (Mackenna's Gold) : le prêcheur

### Télévision
- 1948 et 1950 : The Ford Theatre Hour (série) : Clinton Jones
- 1955 : The 20th Century-Fox Hour (série) : George Apley
- 1955 - 1957 : Les Espions (I Spy) (série) : Anton, the Spy Master
- 1955 - 1957 : Producer's Showcase (en) (série) : Stackpoole / Le premier ministre
- 1956 : Man's Heritage (série) : Hôte
- 1956 : Climax! (Série) : Doc Woodward / Sir George Sydney
- 1959 : Road Hog dans la série Alfred Hitchcock présente (Série) : Sam Pine
- 1959 : Westinghouse Desilu Playhouse (Série) : Amos Claypool
- 1960 : Playhouse 90 (Série) : Père Ricquoi
- 1960 : Zane Grey Theater (Série) : Malachi West
- 1960 : Riverboat (Série) : Sir Oliver Garnett
- 1960 : La Grande Caravane (Wagon Train) (série) : Montezuma IX
- 1961 : Aventures dans les îles (Adventures in Paradise) (série) : capitaine Brooks
- 1961 - 1966 : Le Jeune Docteur Kildare (série) : Dr Leonard Gillespie / Graham Lanier
- 1963 : The Eleventh Hour (en) (série) : Dr Leonard Gillespie
- 1966 : Annie, agent très spécial (The Girl from U.NC.L.E.) (série) : B. Elzie Bubb
- 1971 - 1972 : Night Gallery (série) : colonel Archie Dittman / Dr Glendon
- 1972 : All My Darling Daughters (téléfilm) : Matthew Cunningham
- 1973 : The President's Plane Is Missing (en) (téléfilm) : le secrétaire d'État Freeman Sharkey
- 1973 : My Darling Daughters' Anniversary (téléfilm) : Matthew Cunningham
- Depuis 2011 : Dr CAC : le Dr Cac (détournement d’images d’archives)